# علف مویی
علف مویی (نام علمی: Eleocharis parvula) نام یک گونه از تیره جگنیان است.